# Bashkim
Bashkim är ett mansnamn av albanskan bashkim ’enhet, enighet.’
139 män har Bashkim som tilltalsnamn i Sverige (enligt en sökning år 2018).